# Кеймен, Дин
Дин Кеймен (англ. Dean L. Kamen; род. 5 апреля 1951, Нью-Йорк) — американский изобретатель, президент научно-исследовательской компании DEKA, автор самоката на гироскопах с именем Сигвей.

## Биография
Дин, один из четырёх детей, родился в еврейской семье Джека и Эвелин Кеймен в Лонг-Айленде, пригороде Нью-Йорка.
Его отец Джек Кеймен (1920—2008) был иллюстратором комиксов.
Старший брат Дина — Бартон, профессор педиатрии и фармакологии, руководил онкологической клиникой в Нью-Джерси (Cancer Institute of New Jersey).
Дин ещё в школе разработал цветомузыкальную систему. Учился в Вустерском политехническом институте, но не закончил его.
В 1989 году Дин Кеймен основал компанию FIRST, чтобы вдохновить студентов на разработки в области проектирования и освоения новых технологий.
С 1992 года компания FIRST ежегодно проводит конкурс по робототехнике.
Начинал как изобретатель медицинских приборов: автоматический шприц для больных диабетом, который вешается на пояс и делает уколы в определённое время; аппарат для диализа, которым врач может управлять по телефону и др.
Создал усовершенствованное инвалидное кресло на гироскопах

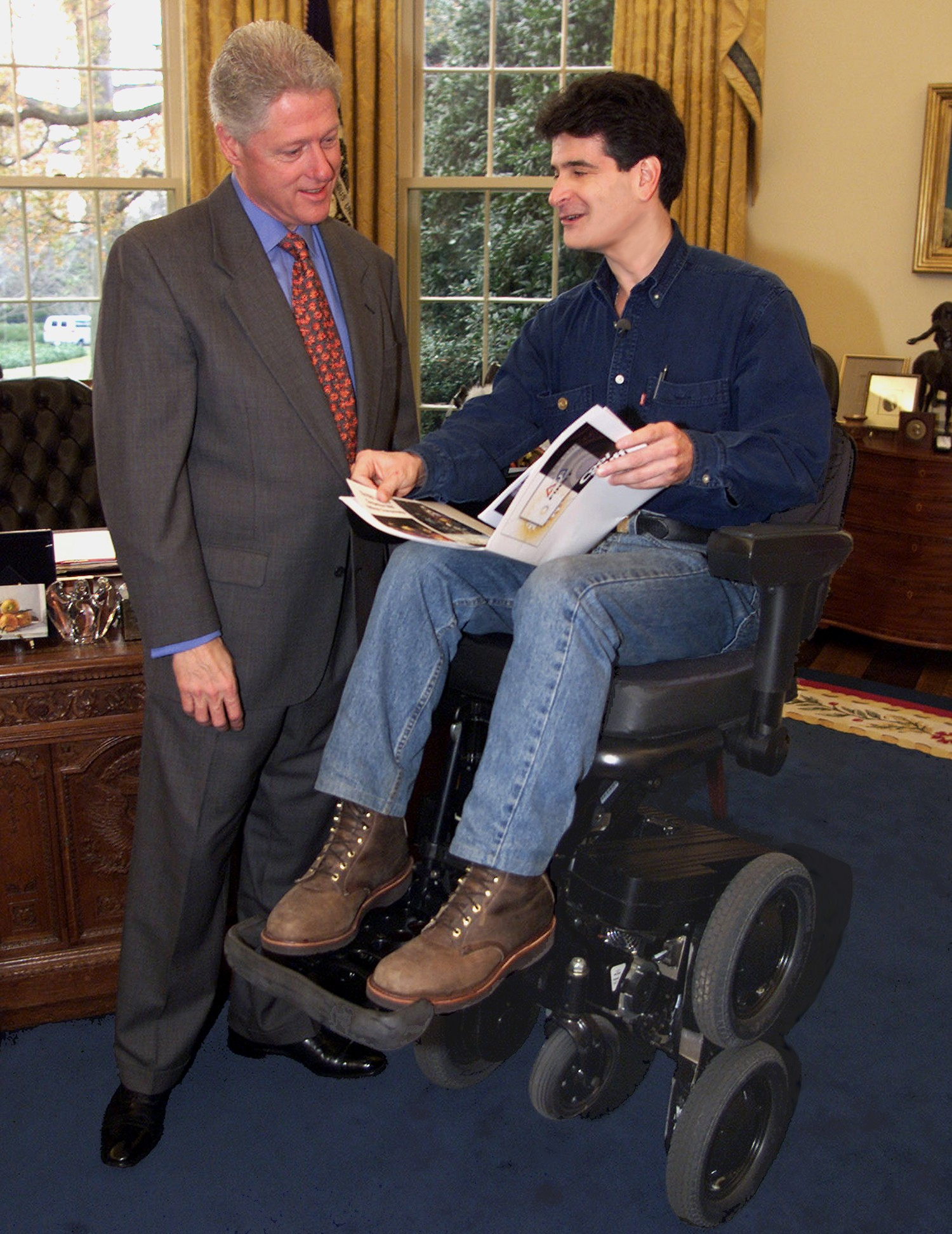
Дин Кеймен в 2000 году с президентом США Билом Клинтоном на изобретённой им инвалидной коляске

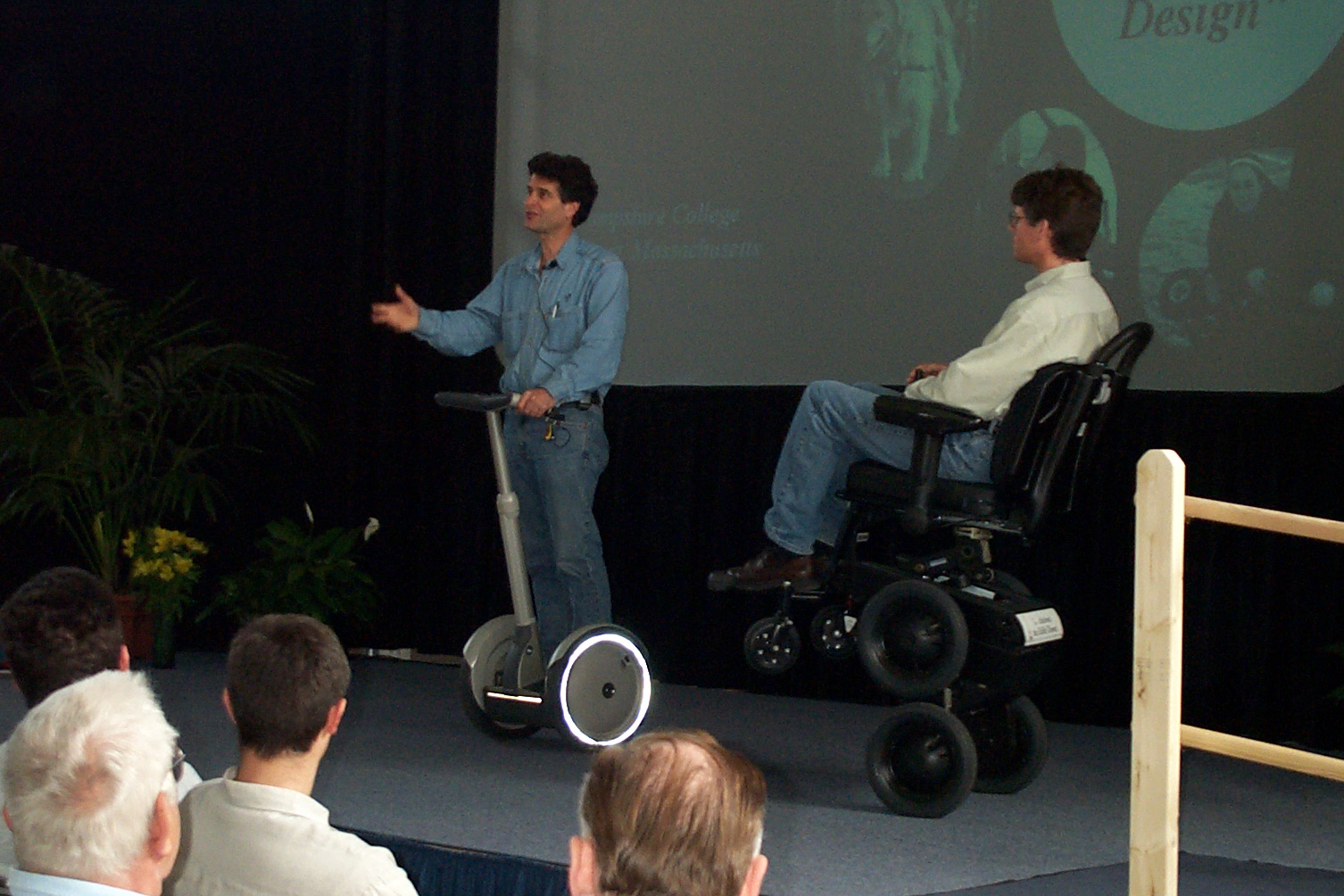
Дин Кеймен в 2002 году на сигвее

Основал компанию DEKA Research & Development Corp. Стал всемирно известен благодаря изобретённому им сигвею.
.